# Notre-Dame (Versailles)

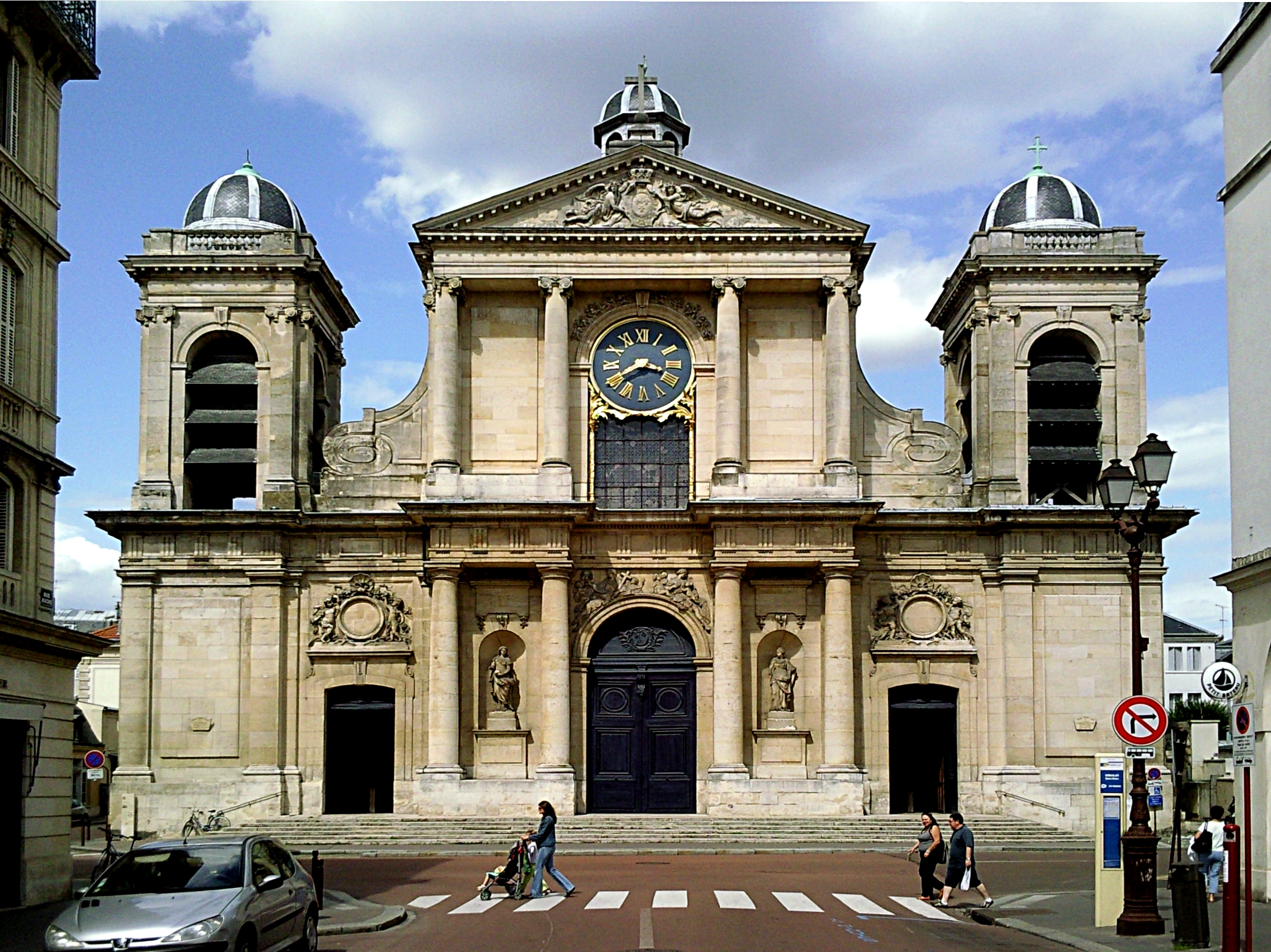
Notre-Dame (Fassade)

Die römisch-katholische Kirche Notre-Dame steht in Versailles im Département Yvelines. Sie ist seit 2005 als Monument historique eingestuft.

## Geschichte

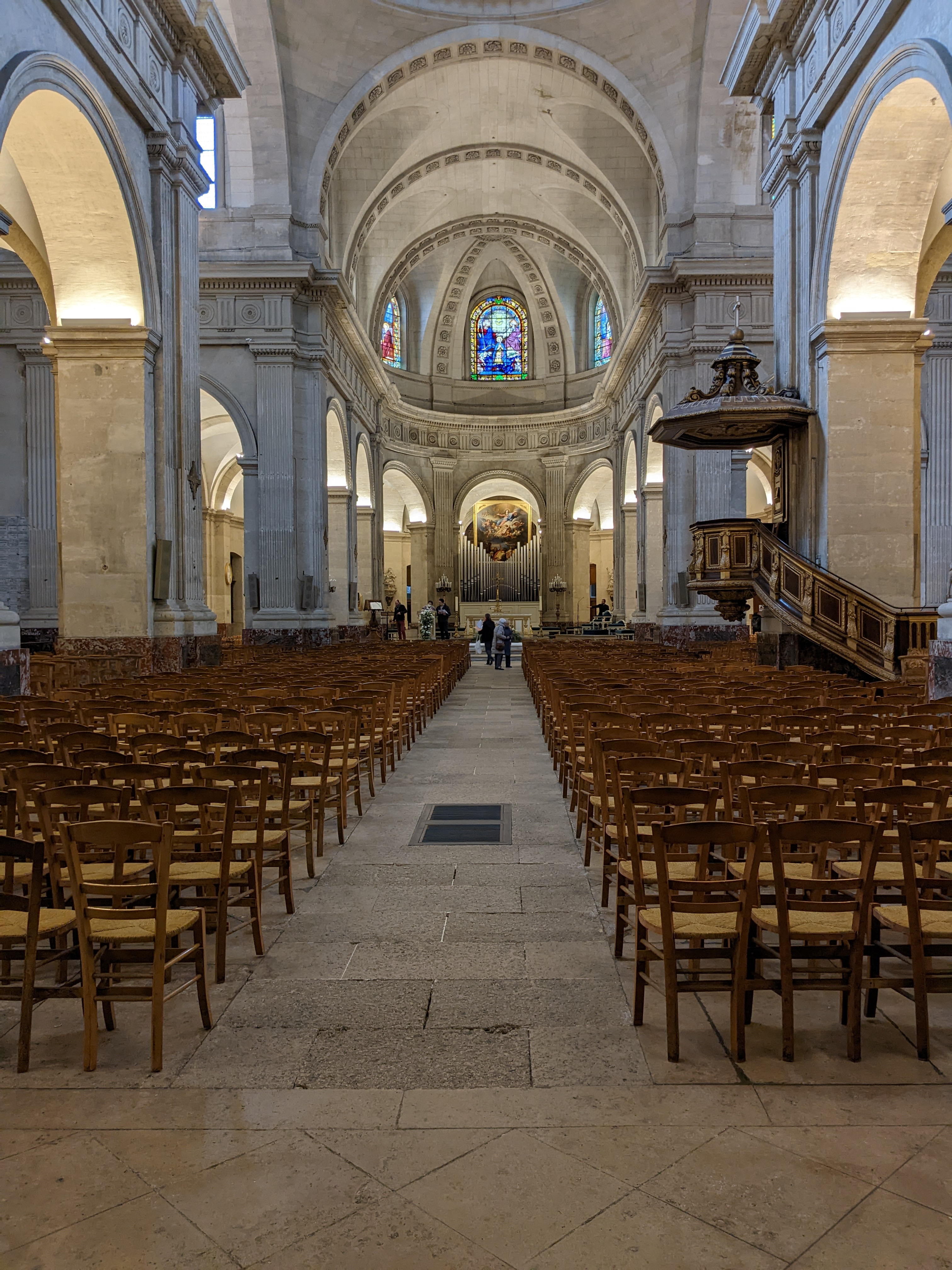
Notre-Dame (Schiff)

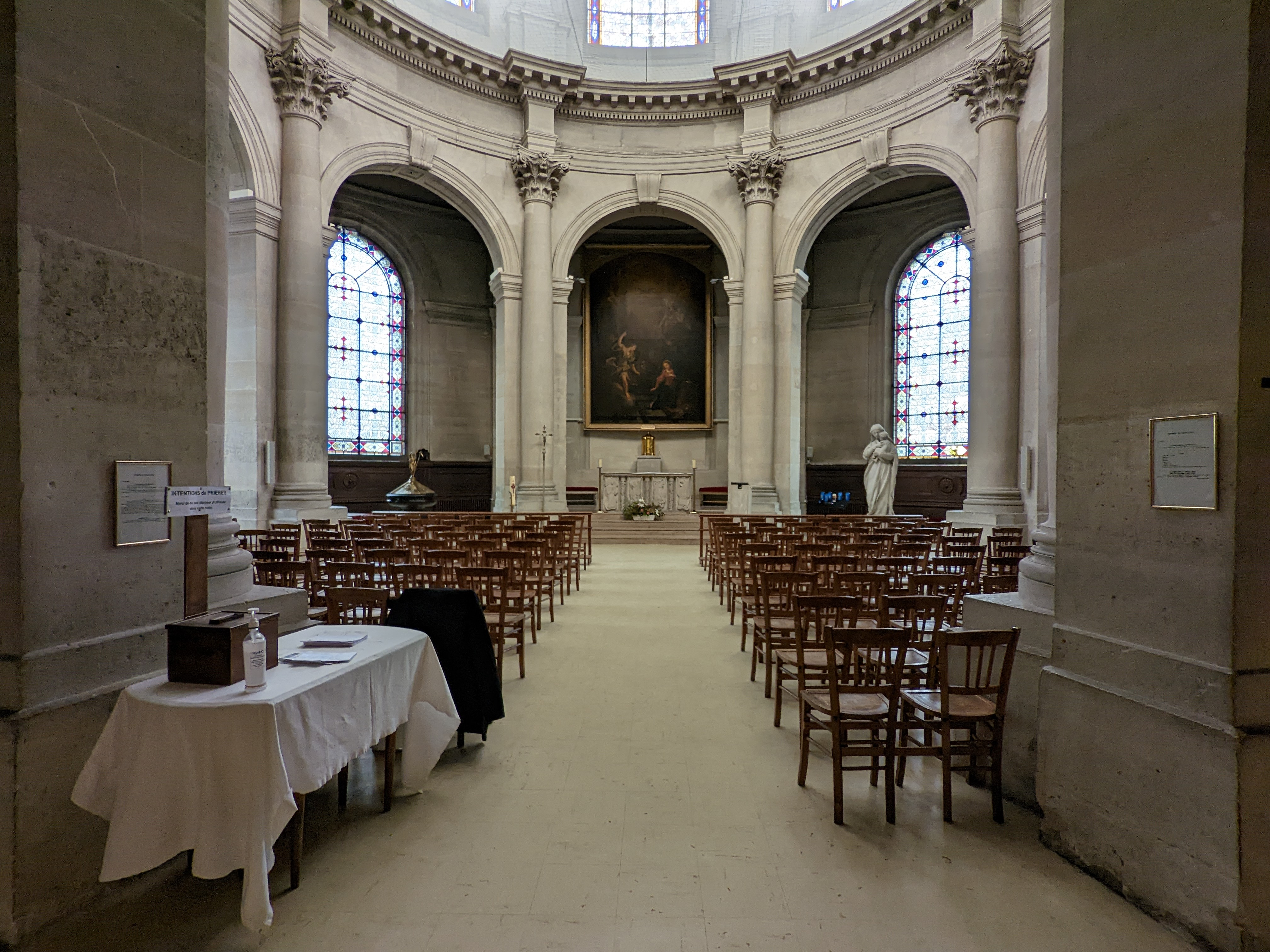
Notre-Dame (Herz-Jesu-Kapelle)

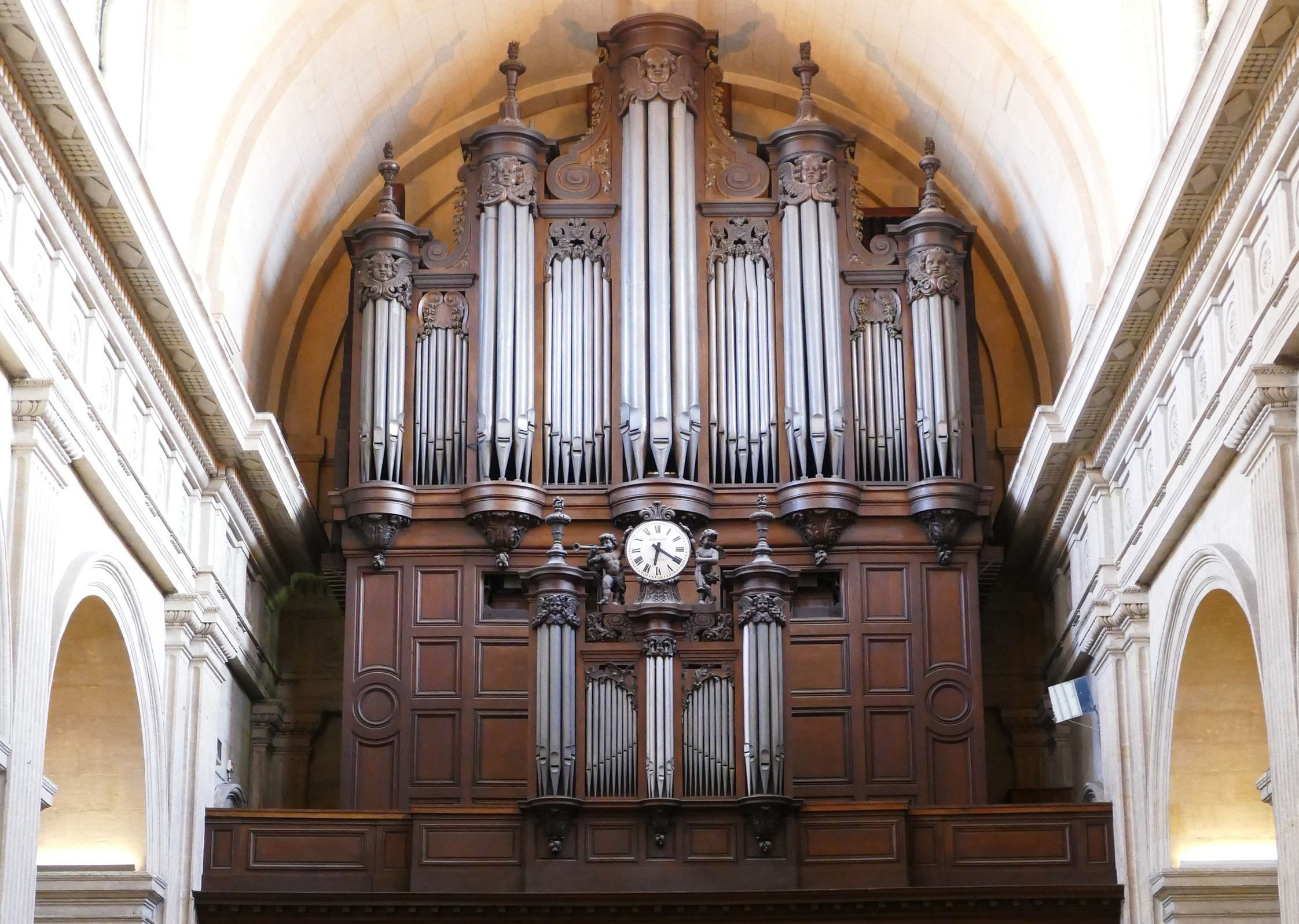
Notre-Dame (Orgel)

König Ludwig XIV. beauftragte den Architekten Jules Hardouin-Mansart mit dem Bau der Kirche Notre-Dame, die 1686 von Bischof François de Batailler eingeweiht wurde. Von 1791 bis 1793 war die Kirche entsprechend der Zivilverfassung des Klerus Kathedrale des Bistums Versailles. Dann war sie bis 1800 Tempel der Vernunft. Seit 1802 ist sie Pfarrkirche der Paroisse Notre-Dame. Von 1858 bis 1873 wurde der Chor durch eine runde Herz-Jesu-Kapelle verlängert.

## Ausstattung
Die nach Süden orientierte Fassade verzieren acht Säulen. Im Inneren befindet sich das Grabmal von Charles Gravier, comte de Vergennes. Das denkmalgeschützte Orgelgehäuse von Antoine Rivet (erbaut 1687–1691) enthielt ursprünglich ein Instrument von Julien Tribuot (1663–1722). 1868 baute Joseph Merklin hinter dem historischen Prospekt eine neue Orgel mit 56 Registern auf drei Manualen und Pedal.